# The Violinist
The Violinist ist ein US-amerikanischer Zeichentrick-Kurzfilm von Ernest Pintoff aus dem Jahr 1959.

## Handlung
Harry ist ein dilettantischer Geigenspieler. Er mag es, Vögel zu jagen, isst gerne in der U-Bahn und ist dick. Sein Spiel ist ohne Gefühl, sodass er sämtliche Passanten, denen er auf der Straße vorspielt, verschreckt. Nur der Hund Felix mag seine Musik. Harry begibt sich zum Musikpädagogen Andreas Fillinger, der ihm rät, zu leiden, um seinem Spiel Gefühl geben zu können. Harry lässt sich nun einen Bart wachsen, jagt keine Vögel mehr, isst nicht mehr in der U-Bahn und verlegt sich generell aufs Hungern, sodass er abmagert. Sein Spiel ist nun gefühlvoll, doch schreckt sein Äußeres die Passanten ab und auch Felix beißt ihn nun lieber ins Bein. Erneut begibt sich Harry zu Andreas Fillinger, der entsetzt ist, habe es Harry doch mit dem Leiden eindeutig übertrieben. Harry beginnt nun wieder Vögel zu jagen, rasiert sich, isst in der U-Bahn und nimmt zu und spielt, wie er mag.

## Produktion
The Violinist kam 1959 in die Kinos. Die Geigenmusik wurde von Ernest Pintoff eingespielt, der den Film auch produzierte und schrieb, sowie Regie führte. Das Arrangement der Musik übernahm George Steiner, zu den Zeichnern des Films gehörte Jimmy T. Murakami. Sämtliche Figuren des Films werden von Carl Reiner gesprochen.

## Auszeichnungen
The Violinist wurde 1960 für einen Oscar in der Kategorie „Bester animierter Kurzfilm“ nominiert, konnte sich jedoch nicht gegen Moonbird durchsetzen. Im selben Jahr erhielt der Film einen BAFTA als bester animierter Kurzfilm.